# Andreas Heusler (Altgermanist)

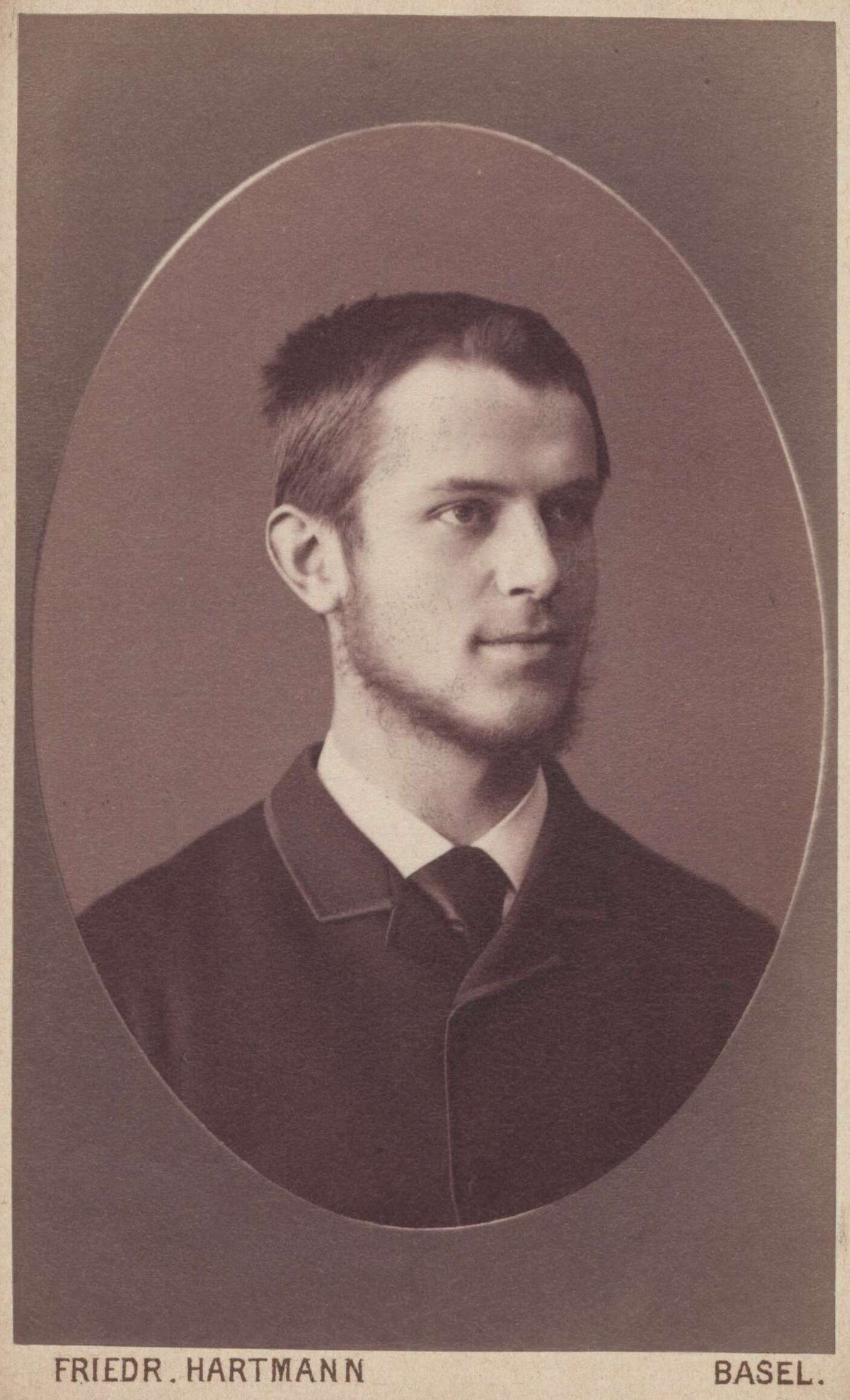
Der junge Andreas Heusler. Carte de Visite von Friedrich Hermann Hartmann, ca. 1885

Andreas Heusler (* 10. August 1865 in Basel; † 28. Februar 1940 in Basel) war ein Schweizer germanistischer und skandinavistischer Mediävist.

## Leben und Persönlichkeit

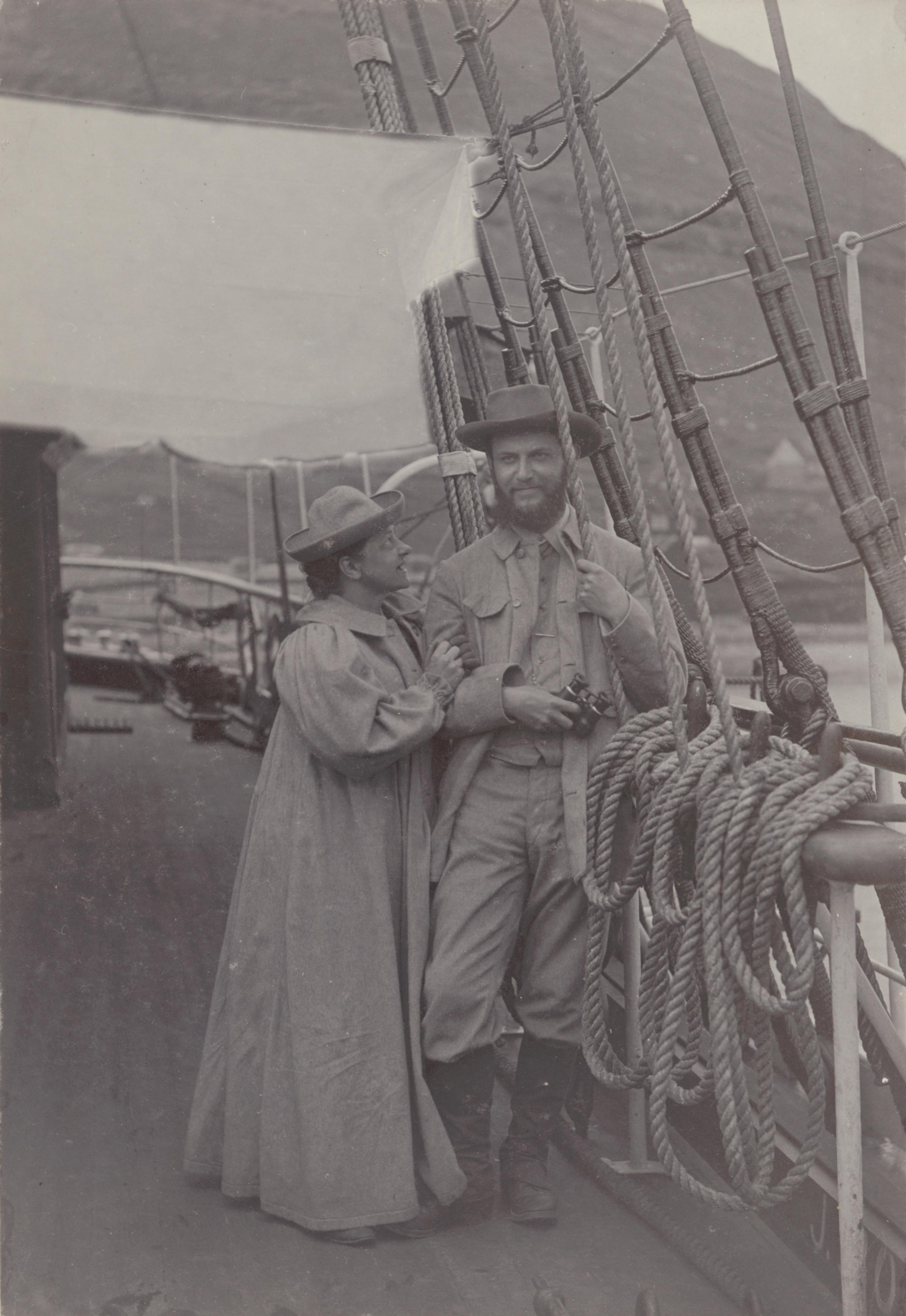
Andreas Heusler mit seiner Frau Auguste Hohenschild auf einem Schiff vor Island, um 1900

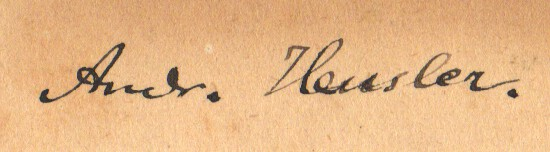
Autograph von Andreas Heusler

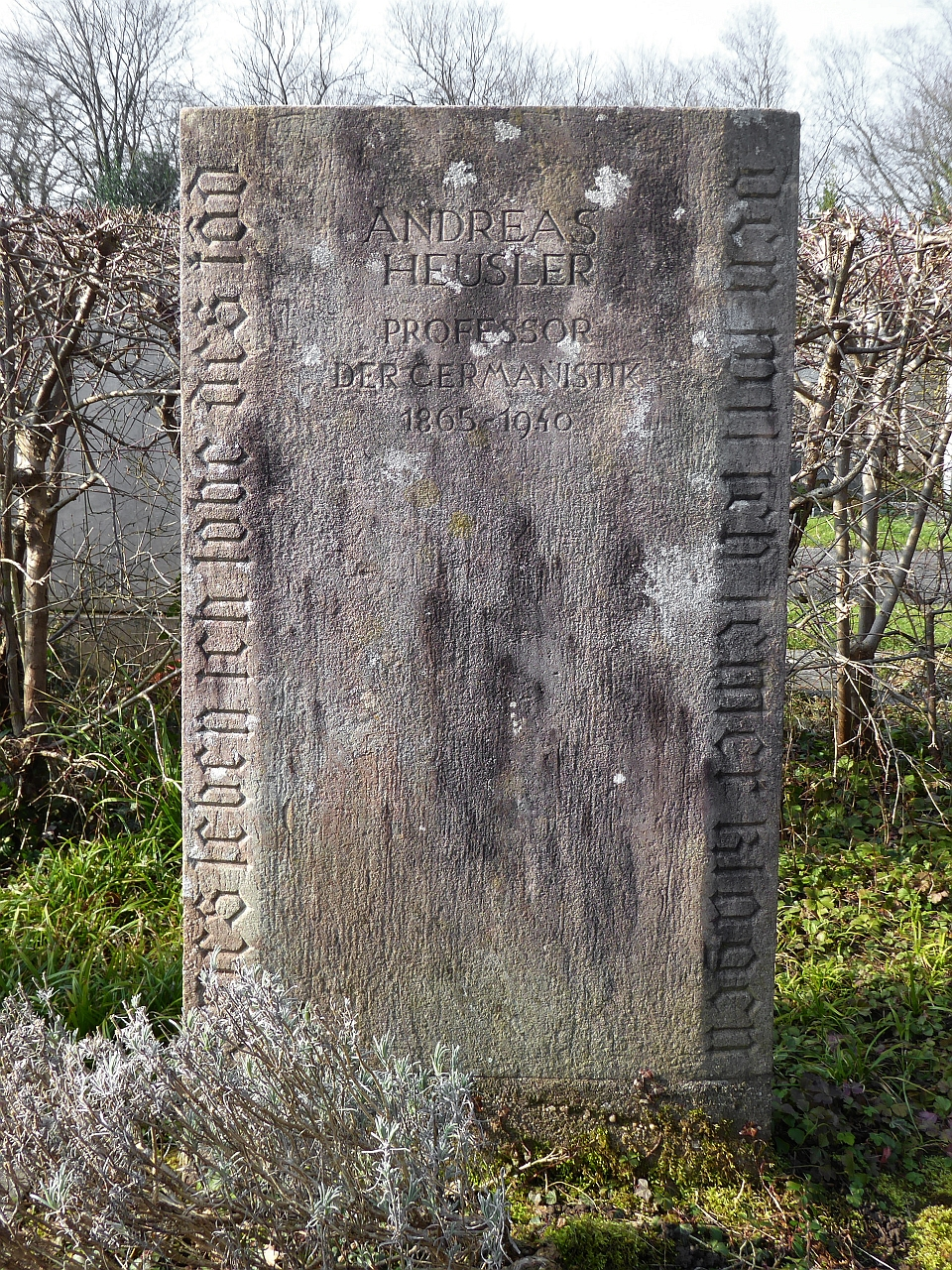
Grab auf dem Friedhof am Hörnli, Riehen, Basel-Stadt

Andreas Heusler wurde als dritter Träger seines Namens in Folge in ein altes Basler Bürgergeschlecht hineingeboren. Er war Sohn von Andreas Heusler (Jurist, 1834) und Enkel von Andreas Heusler (Jurist, 1802), die sich beide als Juristen, Rechtshistoriker und Politiker betätigt hatten. In seiner Jugendzeit fiel Heusler durch glänzende schulische Leistungen auf, studierte in Basel, Freiburg im Breisgau und Berlin und wurde 1887 in Freiburg mit der Dissertation Beitrag zum Consonantismus der Mundart von Baselstadt promoviert. Laut Eduard His «ohne allzu grosse Lust, von Literatur und Musik stark abgelenkt, ergriff er den ‚gelehrten Beruf‘».
Heusler wurde bereits 1890, im Alter von 25 Jahren, Privatdozent für Germanistik in Berlin. 1893 heiratete er die vierzehn Jahre ältere hessische Konzertsängerin Auguste Hohenschild. Heusler blieb in Berlin und war von 1894 bis 1913 Extraordinarius mit Lehrauftrag für nordische Philologie. Er wandte sich verstärkt dem Studium der isländischen Dichtung zu, insbesondere der Sagaliteratur, übersetzte zahlreiche Werke ins Deutsche und reiste auch zweimal nach Island. 1907 wurde er in die Preußische Akademie der Wissenschaften aufgenommen. Von 1914 bis 1919 war Heusler ordentlicher Professor für germanische Philologie an der Universität Berlin. Nach seiner Rückkehr in die Schweiz wohnte er seit 1920 in Arlesheim bei Basel und war bis zum Rücktritt 1936 Inhaber eines eigens für ihn geschaffenen Lehrstuhls an der Universität Basel. 1935 wurde er zum auswärtigen Mitglied der Göttinger Akademie der Wissenschaften gewählt. 1937 wurde ihm der Dietrich-Eckart-Preis verliehen. Heuslers Ehe verlief nicht glücklich und wurde 1922 geschieden, nachdem er bereits seit 1901 von seiner Frau getrennt lebte. Andreas Heusler litt unter einem häufig auftretenden Schreibkrampf. 1940 verstarb er nach kurzer Krankheit in einem Basler Spital.
Heuslers Persönlichkeit galt seinen Zeitgenossen als schillernd und «überaus reich» (His). Zu den auffälligen Merkmalen seines Charakters gehören die Liebe zur Musik (Heusler spielte Geige), der Wandel vom glühenden Christen zum überzeugten Atheisten (um 1889) und vor allem die Begeisterung für das «germanische» und «nordische» Wesen. Er war 1914 Mitunterzeichner des Manifest der 93, das den deutschen Angriffskrieg gegen Belgien verteidigte. In seinen letzten Lebensjahren war seine Einstellung zum nationalsozialistischen Deutschland anfänglich zwiespältig. Das Historische Lexikon der Schweiz hält fest, dass sich Heusler erst um 1938 von Hitler distanziert habe, während His betont, dass sich Heusler eine «humane, vornehme Weltanschauung» bewahrt habe und von den Verirrungen des neudeutschen Wesens zutiefst bekümmert gewesen sei. Einen guten Einblick in seine Persönlichkeit geben seine über 400 Briefe an Wilhelm Ranisch, geschrieben zwischen 1890 und 1940.

## Wirken
Heusler gehörte zu den dominierenden Persönlichkeiten der deutschsprachigen Germanistik in der ersten Hälfte des 20. Jahrhunderts und prägte Theorien und Konzepte, die bis heute nachwirken. Neben wichtigen Sagas, wie der Brennu Njáls saga und der Hænsna-Þóris saga, übersetzte Andreas Heusler auch das Rechtsbuch Grágás aus dem Altisländischen und leistete so einen bedeutenden Beitrag zur Herausgabe isländischer Literatur in deutscher Sprache.

### Heuslersche Notation
Von Bedeutung war auch seine Deutsche Versgeschichte, die von 1925 bis 1929 in drei Bänden erschien. Heusler gliederte dabei Verse nicht nach Versfüssen, sondern, seiner musikalischen Neigung entsprechend, nach Takten, wobei er den einzelnen Silben unterschiedliche Längen mit entsprechendem Notenwert zuweist. Obwohl sein Ansatz einige Kritik unter Kollegen hervorgerufen hat, wird die von ihm verwendete Heuslersche Notation zur Wiedergabe des Versrhythmus vor allem im Bereich der germanistischen Mediävistik noch heute verwendet.

### Heuslersches Gesetz
Nach Heusler ist auch das Heuslersche Gesetz benannt, nach welchem im Alemannischen Fortis und Lenis nur dann unterschiedlich ausgesprochen werden, wenn sie von stimmhaften Lauten umgeben sind («stimmlose Lenis und Fortis bewahren ihre gegensätzliche Natur nur in sonorer Umgebung»), im Alemannischen also von /m/, /n/, /ŋ/, /l/, /r/, /ʋ/, /j/ und /w/. So wird etwa im Zürichdeutschen /fyr d̥i/ (für dich) als [fyr d̥i] realisiert, jedoch /heb̥ d̥i/ (halte dich fest) als [hep ti] ausgesprochen. Die Benennung nach Heusler setzte sich durch, obgleich er darauf hinwies, dass vor ihm schon Jost Winteler 1875/76 diese Regelhaftigkeit erkannt hatte. Eigentlicher Entdecker ist jedoch der mittelalterliche St. Galler Mönch und Schriftsteller Notker III.; siehe Notkers Anlautgesetz.

## Werke
- Der alemannische Consonantismus in der Mundart von Baselstadt. Trübner, Strassburg 1888.
- Lied und Epos in germanischer Sagendichtung. Ruhfus, Dortmund 1905.
- Altisländisches Elementarbuch (= Germanische Bibliothek. 1: Sammlung germanischer Elementar- und Handbücher. Reihe 1: Grammatiken. Band 3). 2. Auflage.[10] Winter, Heidelberg 1913; 7., unveränderte Auflage. Winter, Heidelberg 1977, ISBN 3-8253-0486-8.
- Die Geschichte vom weisen Njal (= Thule. Band 4, ZDB-ID 516164-2). Diederichs, Jena 1914 (Übersetzung der Brennu Njáls saga).[11]
- Die altgermanische Dichtung. Athenaion, Berlin 1923.
- Deutsche Versgeschichte (= Grundriss der germanischen Philologie 8). 3 Bände. de Gruyter, Berlin u. a. 1925–1929. 2. unv. Aufl. de Gruyter, Berlin 1956:
  - Band 1 = Teil 1/2: Einführendes, Grundbegriffe der Verslehre, Der altgermanische Vers.
  - Band 2 = Teil 3: Der altdeutsche Vers.
  - Band 3 = Teil 4/5: Der frühneudeutsche Vers. Der neudeutsche Vers.
- Germanentum. Vom Lebens- und Formgefühl der alten Germanen (= Kultur und Sprache. Band 8). Winter, Heidelberg 1934.
- Einfälle und Bekenntnisse. Als Handschrift für Freunde gedruckt. Selbstverlag, Arlesheim 1935.
- Schriften zum Alemannischen. Hrsg. von Stefan Sonderegger. de Gruyter, Berlin 1970.